# Ron Johnson Records
Pour les articles homonymes, voir Johnson et Ron Johnson.
Ron Johnson Records est un label de musique britannique indépendant fondé en 1985 dans la banlieue de Nottingham et disparu en 1988. 
Ce label indépendant est associé à la C86 sur laquelle cinq de ses groupes figuraient. Ron Johnson produisait une musique que l'on pourrait qualifier d'expérimentale, mêlant influences punk à des sonorités étranges. Ce style musical, loin de la noisy pop et de la pop présentes sur la compilation, est souvent oublié dans les références à celle-ci.
Un autre groupe de la C86, musicalement proche du label, mais non présent sur Ron Johnson, était Bogshed.

## Groupes présents sur Ron Johnson
- Big Flame
- Stump
- The Shrubs
- The Ex
- A Witness
- Noseflutes
- MacKenzies
- Great Leap Forward

## Sources
- Mea Culpa, issue D, décembre 1985.
- Mea Culpa, issue G, octobre 1986.